# Marek
Marek ist ein männlicher Vorname und die westslawische Variante von Markus. Er findet auch als Familienname Verwendung.

## Namensträger

### Vorname
- Marek Bajor (* 1970), polnischer Fußballspieler
- Marek Barański (* 1943), polnischer Historiker
- Marek Belka (* 1952), polnischer Politiker (SLD) und ehemaliger Premier
- Marek Bujak (* 1969), polnischer Badmintonspieler
- Marek Derek (* 1979), polnischer Snookerspieler
- Marek Erhardt (* 1969), deutscher Schauspieler
- Marek Garmulewicz (* 1968), polnischer Ringer
- Marek Grajek, polnischer Kryptologe, Historiker und Autor
- Marek Grechuta (1945–2006), polnischer Sänger und Komponist
- Marek Hamšík (* 1987), slowakischer Fußballspieler
- Marek Harloff (* 1971), deutscher Schauspieler, Musiker und Synchronsprecher
- Marek Heinz (* 1977), tschechischer Fußballspieler
- Marek Hemmann (* 1979), deutscher Musiker und Musikproduzent
- Marek Janowski (* 1939), deutscher Dirigent
- Marek Kalbus (* 1969), deutscher Opern- und Konzertsänger des Bassbariton
- Marek Kausich (* 1976), slowakischer Fußballspieler
- Marek Kincl (* 1973), tschechischer Fußballspieler
- Marek Kondrat (* 1950), polnischer Schauspieler
- Marek Koterski (* 1942), polnischer Regisseur
- Marek Kudlik (* 1993), polnischer Poolbillardspieler
- Marek Leśniak (* 1964), polnischer Fußballspieler und -trainer
- Marek Lieberberg (* 1946), deutscher Konzertveranstalter
- Marek Mintál (* 1977), slowakischer Fußballspieler
- Marek Motyka (* 1958), polnischer Fußballspieler und -trainer
- Marek Ostrowski (1959–2017), polnischer Fußballspieler
- Marek Pivovar (1964–2021), tschechischer Schriftsteller, Dramaturg und Regisseur
- Marek Plawgo (* 1981), polnischer Leichtathlet
- Marek Rodák (* 1996), slowakischer Fußballspieler
- Marek Rutkiewicz (* 1981), polnischer Radrennfahrer
- Marek Walczewski (1937–2009), polnischer Schauspieler

### Familienname
- Andrzej Marek (1940–2012), polnischer Rechtswissenschaftler
- Anton Marek (Tony; * 1913), österreichischer Fußballspieler und -trainer
- Antonín Marek (1785–1877), tschechischer Schriftsteller
- Andreas Marek (Andy; * 1962), österreichischer Fußballstadionsprecher
- Boris Marek (* 1991), slowakischer Radrennfahrer
- Bruno Marek (1900–1991), österreichischer Politiker (SPÖ)
- Bruno Marek (Ballonfahrer) (1908–1987), österreichischer Ballonfahrer
- Christian Marek (* 1950), deutscher Althistoriker und Epigraphiker
- Christine Marek (* 1968), österreichische Politikerin (ÖVP)
- Claus Marek (* 1954), deutscher Zehnkämpfer
- Czesław Marek (1891–1985), polnischer Komponist
- David Marek (* 1979), schwedischer Fußballspieler, siehe David Frölund
- Dieter Marek (* 1961), deutscher Archivar
- Eva Marek (* 1968), österreichische Staatsanwältin und Richterin
- Ferdinand Marek (1881–1947), österreichischer Diplomat
- Franz Marek (1913–1979), österreichischer Journalist und Politiker (KPÖ)
- Gustav Marek (1840–1896), deutscher Pflanzenbauwissenschaftler
- Hans Marek (1923–2006), deutscher Maler
- Hedi Marek (* 1927), österreichische Schauspielerin
- Heidi Marek (* 1951), deutsche Romanistin und Hochschullehrerin
- Henryk Marek (* 1939), polnischer Skilangläufer
- Jan Marek (Skilangläufer), polnischer Skilangläufer
- Jan Marek (Eishockeyspieler, 1947) (* 1947), tschechoslowakischer Eishockeytorwart
- Jan Marek (Eishockeyspieler, 1979) (1979–2011), tschechischer Eishockeyspieler
- Jiří Marek (1914–1994), tschechischer Schriftsteller
- Jiří Marek (Ingenieur) (* 1946), Entwicklungsingenieur
- Josef Marek (1868–1952), ungarischer Tierarzt
- Józef Marek (Bildhauer) (1922–2020), polnischer Bildhauer
- Józef Marek (Bischof) (1930–1978), polnischer römisch-katholischer Geistlicher, Weihbischof in Breslau
- Jürgen Marek (* 1951), deutscher Fußballspieler
- Karl Marek (Politiker, 1850) (1850–1937), tschechisch-österreichischer Ministerialbeamter und Politiker (Minister für öffentliche Arbeiten)
- Karl Marek (Politiker, 1860) (1860–1923), österreichischer Verwaltungsjurist, Bankmanager und Politiker (Finanzminister)
- Kornelia Marek (* 1985), polnische Skilangläuferin, siehe Kornelia Kubińska
- Krystyna Marek (1914–1993), polnische Juristin und Völkerrechtlerin
- Kurt Wilhelm Marek, bürgerlicher Name von C. W. Ceram, deutscher Journalist
- Martha Marek (1897–1938), österreichische Serienmörderin
- Max Marek (* 1957), deutscher Maler, Illustrator und Scherenschnittkünstler
- Michaela Marek (1956–2018), deutsche Kunsthistorikerin
- Raoul Marek (* 1953), Schweizer Künstler
- Rudolf Marek (* 1940), deutscher Politiker (SPD), Bürgermeister
- Tadek Marek (1908–1982), polnischer Automobilingenieur
- Veselý Marek (* 1996), Filmregisseur, Produzent und Drehbuchautor
- Volker Marek (* 1944), deutscher Schauspieler